# Shanjiang
Shanjiang är en socken i Kina. Den ligger i provinsen Sichuan, i den sydvästra delen av landet, omkring 380 kilometer söder om provinshuvudstaden Chengdu. Antalet invånare är 2 485. Befolkningen består av 1 191 kvinnor och 1 294 män. Barn under 15 år utgör 38 %, vuxna 15-64 år 54 %, och äldre över 65 år 6,0 %.
Genomsnittlig årsnederbörd är 1 022 millimeter. Den regnigaste månaden är juli, med i genomsnitt 230 mm nederbörd, och den torraste är december, med 5 mm nederbörd.